# Střední Morava (časopis)
Střední Morava (podtitul Vlastivědná revue) je odborný časopis zaměřený na historii, kulturní historii, archeologii a vlastivědu Olomouce a širšího regionu střední Moravy. 
Vychází dvakrát ročně od roku 1995. Zakladatelem byl Miloslav Čermák, který zároveň časopis v letech 1995–2020 jako šéfredaktor vedl. Po jeho smrti vydávání převzal spolek Memoria Porta a výkonným redaktorem se stal Leoš Mlčák.